# Rejon Ağstafa
Rejon Ağstafa (azer. Ağstafa rayonu) – rejon w północno-zachodnim Azerbejdżanie.